# Брідок (притока Збруча)
Брідок — річка в Україні, в Гримайлівській селищній громаді Чортківського району Тернопільської області, права притока Збруча (басейн Дністра).

## Опис
Довжина річки приблизно 8 км. Висота витоку над рівнем моря — 283 м, висота гирла — 251 м, падіння річки — 32 м, похил річки — 4,0 м/км. Формується з декількох безіменних струмків та 1 водойми.

## Розташування
Бере початок на східній стороні від села Паївки. Тече переважно на південний схід через село Ставки і в селі Козина впадає у річку Збруч, ліву притоку Дністра.
У минулому в селі Козина був водяний млин.